# Мировые рекорды на дистанции 100 метров вольным стилем у женщин в 25-метровом бассейне
 Прогресс мировых рекордов на дистанции 50 метров вольным стилем у женщин в 25-метровом бассейне. Первый мировой рекорд в плавании на дистанции 100 метров вольным стилем у женщин в 25-метровом бассейне был зарегистрирован Международной Федерацией плавания ФИНА в 1993 году.
Обвал мировых рекордов в плавании в 2008/2009 совпал с введением полиуретановых костюмов от Speedo (LZR, 50% полиуретана) в 2008 году и Arena (X-Glide), Adidas (Hydrofoil) и итальянского производителя плавательных костюмов Jaked (все 100% полиуретана) в 2009 году. Запрет ФИНА на плавательный костюм из полиуретана вступил в силу в январе 2010 года.;
Прогресс мировых рекордов на дистанции 50 метров вольным стилем у мужчин в 25-метровом бассейне
| Номер | Время   | Имя                   | Национальность | Дата            | Соревнование                 | Место                      | Прим. |
| ----- | ------- | --------------------- | -------------- | --------------- | ---------------------------- | -------------------------- | ----- |
| 1     | 53.46   | Франциска Ван Альмсик | Германия       | 6 января 1993   | Кубок мира по плаванию       | Шанхай, Китай              | [ 2 ] |
| 2     | 53.33   | Франциска Ван Альмсик | Германия       | 10 января 1993  | Кубок мира по плаванию       | Пекин, Китай               | [ 3 ] |
| 3     | 53.01   | Лэ Цзинъи             | Китай          | 2 декабря 1993  | Чемпионат мира               | Пальма-де-Майорка, Испания | [ 4 ] |
| 4     | 52.80   | Тереза Альсхаммар     | Швеция         | 10 декабря 1999 | Чемпионат Европы по плаванию | Лиссабон, Португалия       | [ 5 ] |
| 5     | 52.17   | Тереза Альсхаммар     | Швеция         | 17 март 2000    | Чемпионат мира по плаванию   | Афины, Греция              | [ 6 ] |
| 6     | 51.91 ½ | Либби Лентон          | Австралия      | 8 августа 2005  | Чемпионат Австралии          | Мельбурн, Австралия        | [ 7 ] |
| 7     | 51.70   | Либби Лентон          | Австралия      | 9 августа 2005  | Чемпионат Австралии          | Мельбурн, Австралия        | [ 8 ] |
| 8     | 51.01   | Лизбет Трикетт        | Австралия      | 10 августа 2009 | Чемпионат Австралии          | Хобарт, Австралия          | [ 9 ] |
| 9     | 50.91   | Кейт Кэмпбелл         | Австралия      | 28 ноября 2015  | Чемпионат Австралии          | Сидней, Австралия          |       |
| 10    | 50.77   | Сара Шестрем          | Швеция         | 3 августа 2017  | Кубок мира по плаванию       | Москва, Россия             |       |
| 11    | 50.58   | Сара Шестрем          | Швеция         | 11 августа 2017 | Кубок мира по плаванию       | Эйндховен, Нидерланды      |       |
| 12    | 50.25   | Кейт Кэмпбелл         | Австралия      | 26 октября 2017 | Чемпионат Австралии          | Аделаида, Австралия        |       |

Рекорды зафиксированные не финале: 1/2 - полуфинал, э - эстафета.